# Cedarosaurus weiskopfae
Il cedarosauro (Cedarosaurus weiskopfae) era un dinosauro erbivoro appartenente ai sauropodi. Visse nel Cretaceo inferiore (Barremiano, circa 120 milioni di anni fa). I suoi resti sono stati ritrovati in Nordamerica (Utah). 

## Descrizione
Questo dinosauro è noto per uno scheletro parziale comprendente vertebre, costole, ossa delle zampe, del cinto pelvico, parti delle scapole e dei coracoidi, ossa del piede e gastroliti. Lo scheletro era simile a quello del ben noto Brachiosaurus: l'omero e il femore erano quasi della stessa lunghezza, e i metacarpi erano insolitamente snelli per un sauropode. Rispetto a Brachiosaurus, questo dinosauro era però molto più piccolo: la lunghezza non doveva superare i 14 metri.

## Classificazione
Descritto per la prima volta nel 1999, Cedarosaurus è un sauropode appartenente ai brachiosauridi, un gruppo di sauropodi i cui arti anteriori erano più lunghi dei posteriori, che raggiunsero dimensioni enormi. Cedarosaurus era di statura abbastanza modesta in confronto a giganti come Giraffatitan, Brachiosaurus e Sauroposeidon. Mostra particolari somiglianze con il poco conosciuto Eucamerotus, della formazione Wessex del sud dell'Inghilterra.

## Paleoecologia
Questo dinosauro è stato ritrovato nella formazione Cedar Mountain nello Utah, negli strati dello Yellow Cat Member risalenti al Barremiano. Cedarosaurus doveva essere uno degli animali più grandi del suo habitat; altri dinosauri includono il dromeosauride Utahraptor, il terizinosauro Falcarius, il piccolo celurosauro Nedcolbertia, il dinosauro corazzato Gastonia e gli iguanodonti Hippodraco e Iguanacolossus.